# Dio – Distraught Overlord
Dio – Distraught Overlord (jap. ディオ) ist eine Alternative Metal und Visual-Kei-Band aus Japan, die 2006 gegründet und 2010 aufgelöst wurde.

## Geschichte

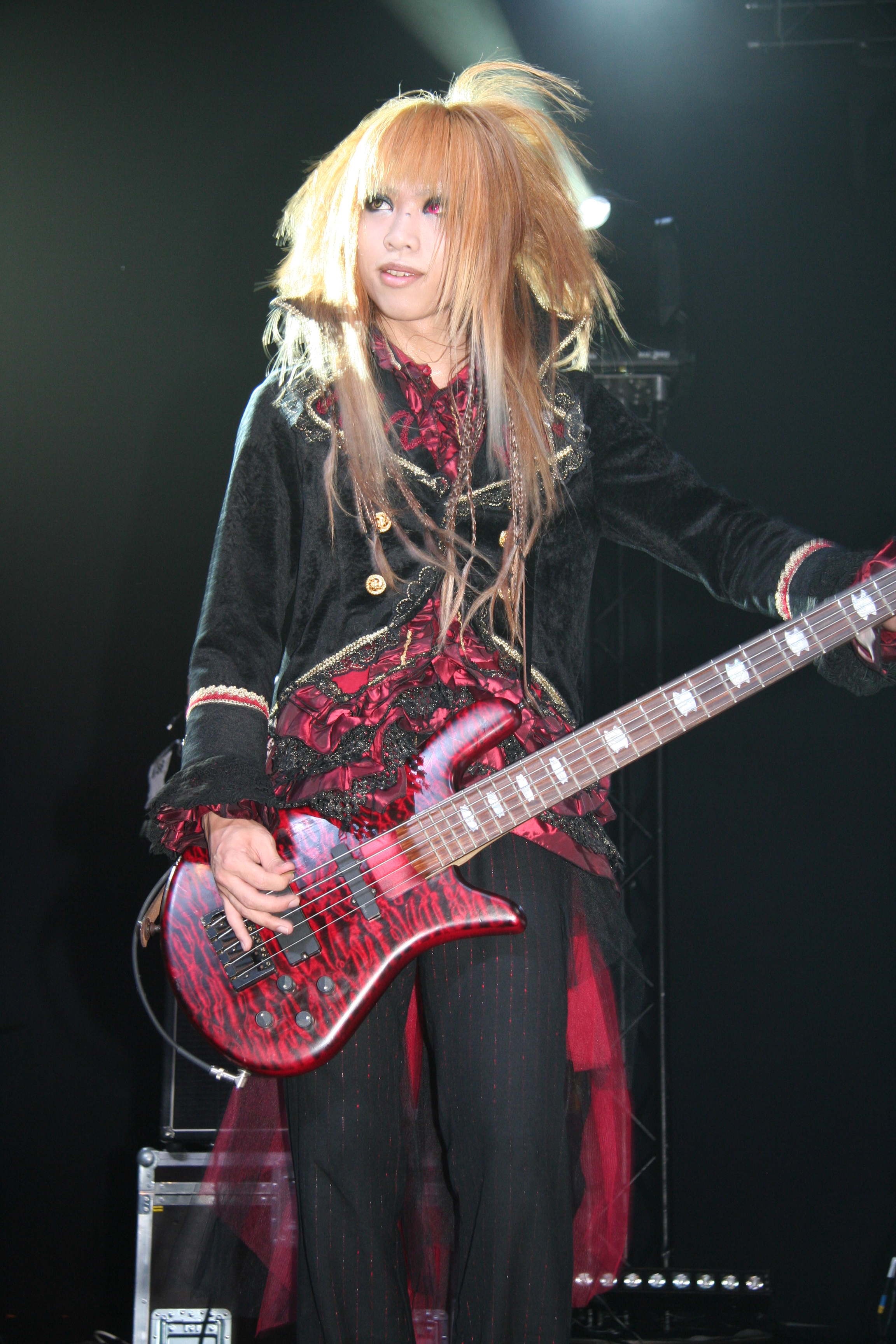
Ivy auf der Japan Expo in Paris, 2007

Dio - Distraught Overlord wurde zuerst 2005 unter dem Namen Baby Santa gegründet. Zur damaligen Zeit hatte die Band nur vier Mitglieder: Mikaru (Ex-Halicion) als Sänger, Kei (Ex-Kress Devia) und Erina (Ex-Chelsea) als Gitarristen und Ivy (Ex-Grevious) am E-Bass. In den ersten Monaten spielte Seiya (Ex-hell-trap) als Schlagzeuger, bevor er durch Denka (Ex-Emily) ersetzt wurde.
Am 19. Mai 2006 gaben sie im Holiday Shinjuku ihr erstes Livekonzert als Dio, in derselben Nacht wurde auch ihre erste Single Garasu no Umi veröffentlicht. Im Dezember folgte die nächste, Byakuya ni Moyuru Hana. Bereits im Mai 2007 konnten sie ihr erstes one-man Livekonzert spielen, das später als DVD veröffentlicht wurde. Im selben Jahr traten sie erstmals im Ausland bei der Japan Expo in Paris auf.
2008 wurde im Februar ihr erstes Minialbum veröffentlicht, im März fand die erste Europatour des Jahres statt. Während in Japan die Arbeit an einer Single begann, spielte die Band ein Oneman im Mai und im Juli ein Threeman zusammen mit Renter en Soi und Skull. Die Single Carry Dawn wurde im August aufgelegt, im November wurde die zweite Europatour veranstaltet. Im Dezember 2008 erschien ihr erstes Album DICTATOR.
Bei einem Konzert im Juli 2009 gaben sie das Ausscheiden von Gitarrist Erina bekannt. Das letzte gemeinsame Konzert fand am 25. September im Shibuya Crescent statt. Die Europatour ab Oktober fand ohne Erina statt. Im Januar 2010 wurde dann die Auflösung der Band bekannt gegeben.

## Diskografie

### Alben
- Heaven’s Call (2008)
- Dictator (2008)

### Singles und Maxisingles
- Garasu no umi (2006)
- Byakuya ni Moyuru Hana (2006)
- Byakuya ni Moyuru Hana ~Shi to byoudou no tsumi no naka de~ (2007)
- Byakuya ni Moyuru Hana ~Nanji, Ware wa Zennou no Mono Nari (2007)
- Carry Dawn (2008)
- Coma Gold~The God Dead~ (2009)

### Videoalben
- Embrace of Distraught (2007)
- Tour Dictator (2009)
- Tour Dictator Fool’s Mate Limited Edition (2009)
- Final Call – Dio Memorial DVD (2011)